# Tunnels routiers du Guadarrama
 

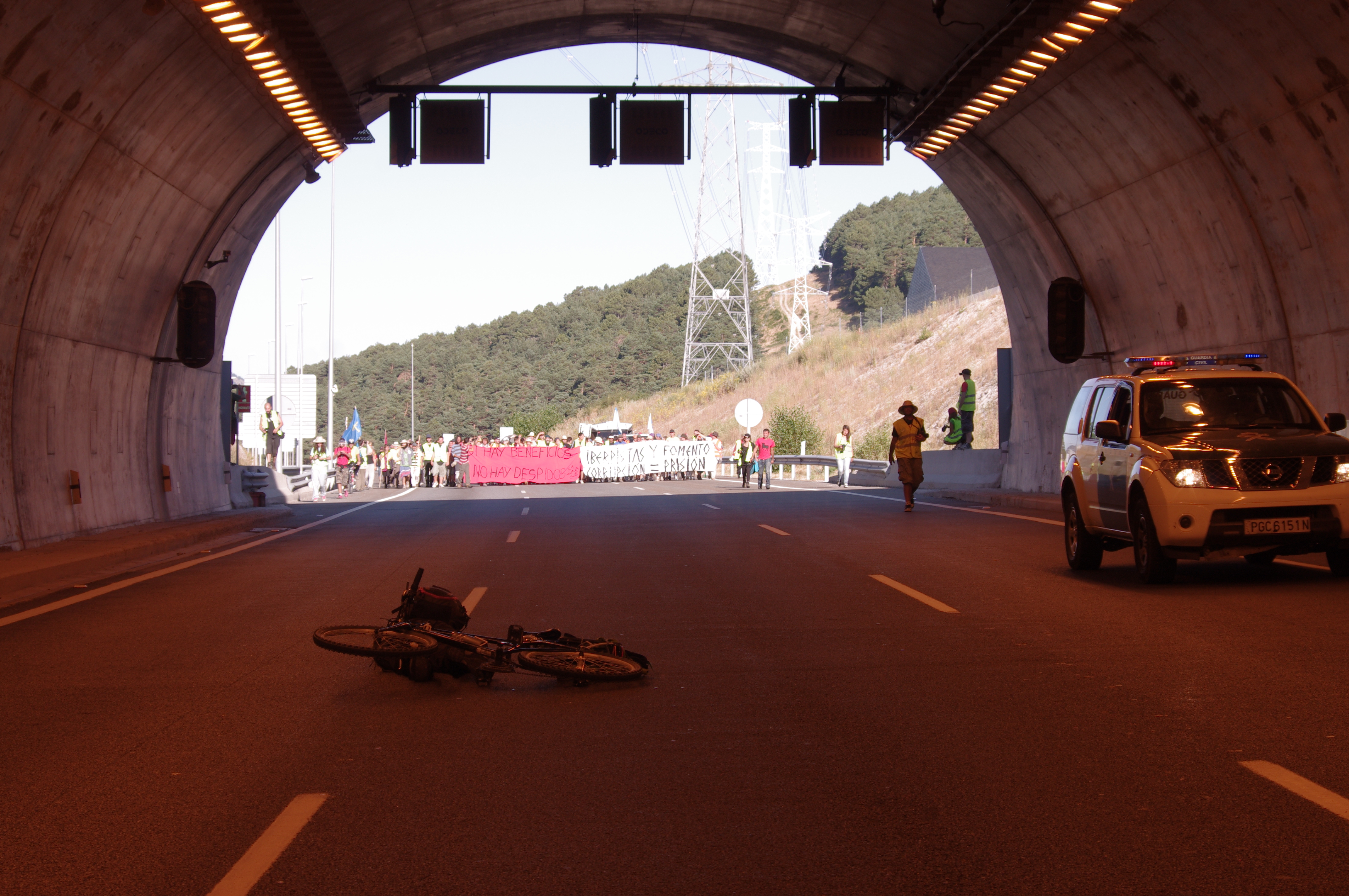
Passage du tunnel du Guadarrama

Les tunnels routiers du Guadarrama sont situés sur l'autoroute AP-6 qui relie les versants sud et nord de la cordillère du Système central au haut de la Sierra de Guadarrama, entre la Communauté de Madrid et la Province de Ségovie. L'ensemble se compose de trois tubes, creusé à différentes époques entre 1963 et 2007. Deux des tubes vont chacun dans un seul sens. Le troisième est réversible en fonction des conditions de trafic. La longueur totale des trois tunnels est de 9 358 mètres.

## Historique
Le premier tunnel, d'une longueur de 2 870 m, a été ouvert à la circulation en 1963. Initialement, le tunnel comportait une voie dans chaque sens. L'augmentation du trafic et la construction de l'autoroute Villalba-Adanero ont conduit au creusement d'un second tunnel, d'une longueur de 3 340 m, ouvert à la circulation en 1972.
Dans les années 1990, les bouchons récurrents à l'entrée côté Ségovie en direction de Madrid ont conduit Iberpistas, le concessionnaire de l'autoroute, à prévoir la construction d'un troisième tunnel qui servirait à soulager l'intense trafic entrant dans la capitale espagnole. Les travaux ont débuté en août 2004 et le tunnel a été mis en service en mars 2007. Dans le même temps, le premier tunnel a subi des modifications pour le rendre réversible et servir à soulager les deux autres lors de fort trafic entrant ou sortant de Madrid. 

## Tunnels

### Tunnel 1
- Longueur : 2 870 mètres
- Inauguration : 1963 et 2007
- Direction : 
  - en 1963 : une voie dans chaque sens
  - depuis 2007 : réversible
- Voies : 2

### Tunnel II
- Longueur : 3 340 mètres
- Inauguration : 1972
- Direction : La Corogne
- Voies : 2

### Tunnel III
- Longueur : 3 148 mètres
- Inauguration : 2007
- Direction : Madrid
- Voies : 3

### Sources
- Traduction de l'article de la wikipedia hispanophone es:Túnel carretero de Guadarrama dans sa version du 22 février 2010